# William Williams (Komponist)
William Williams (* 1. August 1675 in London; † 23. Februar 1701 ebenda) war ein englischer Violinist und Komponist des Barock.

## Leben
Über seine frühen Lebensjahre ist nichts bekannt, vermutlich war er der Sohn des Sängers Henry Williams, der im Chor der Westminster Abbey sang. William Williams diente ab 1695 in der königlichen Kapelle als „Musician in Ordinary“ und Mitglied der 24 Violinisten des Königs. John Eccles benannte 1701, in Gedenken an Williams frühen Tod, einen Satz in einer Suite für das Schauspiel The Double Mistress, Mr. Williams Farwell. Benefizkonzerte für seine Witwe fanden im April 1701 und im Dezember 1706 statt.

## Werk (Auswahl)
Sein heute bekanntestes Werk ist die Sonata of Imitations of Birds aus den 6 Triosonaten, die 1700 in Amsterdam erschienen. Diese Sammlung steht stilistisch den „Sonatas in Four Parts“ von Henry Purcell nahe und enthält wie diese italienische Merkmale, mit eher englischen Harmonien.
Des Weiteren komponierte er verschiedene Werke für Blockflöte (1700), Twelve New Songs (1699), ein Air für Violine und Bass, erschienen in John Lentons The Gentlemens Diversion (1693) und eine nicht vollendete Bühnenmusik für 4 Streicherstimmen.

## Diskografie
William Williams: Triosonaten für 2 Blockflöten und Basso continuo, 2 Violinen und Basso continuo op. 1, Camerata Köln (CPO 2002)